# Cementită

Diagrama de echilibru Fe-Fe_{3}C
L = lichid (metal topit)
Fe_{3}C = cementită
0–2,11 % C – oțeluri ; 2,11–6,67 % C fonte albe

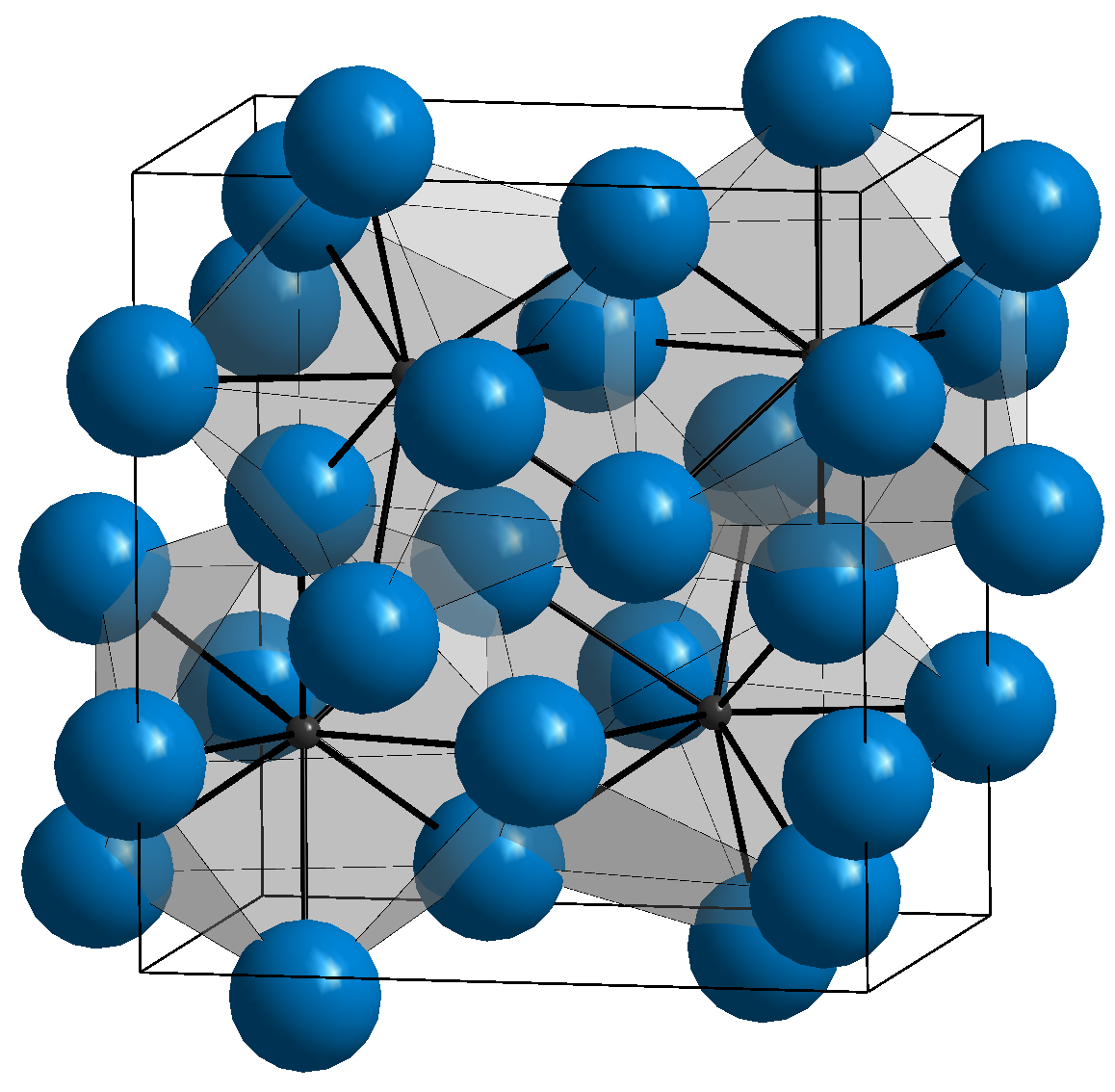
Structura cristalină a cementitei

Cementita sau carbura de fier este un component de bază al aliajelor fier-carbon, compus chimic metastabil cu formula Fe3C și un conținut de carbon de 6,67 % (restul fiind fier). Ea cristalizează în sistem ortorombic, celula elementară conținând 12 atomi de fier și 4 atomi de carbon.

## Caracteristici
Cementita este cel mai dur constituent al aliajelor fier-carbon (duritate Vickers: 700–800 HV), dar în același timp este și foarte casantă (reziliența ≈ 0). De aceea, materialele cu un conținut mare de cementită (în special fontele albe) au o aplicabilitate limitată în industrie. Densitatea sa este mai redusă decât cea a fierului pur. Este feromagnetică până la temperatura de 215 °C.
În funcție de conținutul de carbon și de tratamentele aplicate, cementita se prezintă la analiza microscopică sub formă lamelară, globulară, aciculară, în benzi, în rețea, în plăci sau în insule. În urma atacului metalografic cu nital, cementita apare de culoare albă.
Amestecul mecanic de ferită și cementită se numește perlită. Amestecul mecanic de perlită și cementită, la temperaturi sub 727°C, respectiv cel de austenită și cementită la temperaturi de peste 727°C, se numește ledeburită.
Dacă după o încălzire la temperaturi ridicate, un material ce conține cementită este răcit foarte lent, cementita se va descompune în fier (care reabsoarbe o anumită cantitate de carbon și devine ferită) și grafit (carbon liber):
Fe3C -> 3Fe + C
Uneori, cementita se găsește în meteoriți în combinație cu carburi de nichel și cobalt, mineralul rezultat fiind numit cohenit.

## Tipuri
În funcție de conținutul de carbon și de modul de formare, cementita poate să fie de mai multe tipuri:
- cementita primară se obține la conținuturi de carbon mai mari de 4,3 %, prin cristalizare direct din lichid (sub linia CD a diagramei fier–carbon);
- cementita secundară se obține la conținuturi de carbon mai mici de 4,3 %, prin separarea din austenită, sub linia ES;
- cementita terțiară se obține la conținuturi foarte reduse de carbon, prin separarea din ferită, sub linia PQ.
- cementita globulară se obține prin aplicarea unei reveniri la temperaturi de peste 300 °C.